# Aparallactus capensis
Aparallactus capensis е вид влечуго от семейство Lamprophiidae. Видът не е застрашен от изчезване.

## Разпространение и местообитание
Разпространен е в Ангола, Ботсвана, Бурунди, Демократична република Конго, Замбия, Зимбабве, Малави, Мозамбик, Намибия, Руанда, Свазиленд, Танзания и Южна Африка.
Обитава гористи местности, савани и крайбрежия.

## Описание
Популацията на вида е стабилна.